# Guibourtia
Guibourtia ist eine Pflanzengattung innerhalb der Familie der Hülsenfrüchtler (Fabaceae).

## Beschreibung

### Vegetative Merkmale
Guibourtia-Arten sind immergrüne bis laubabwerfende Bäume, die Wuchshöhen von bis zu 40 bis 50 Metern erreichen. Die geraden und zylindrischen Stämme erreichen Längen von 25 Meter und der Stammdurchmesser beträgt ein bis zwei Meter. Die Bäume bilden oft teils meterhohe Brettwurzeln aus.
Das Kernholz ist rosa, leuchtend rot oder rotbraun mit purpurnen Streifen. An der Luft wird es gelb bis mittelbraun. Das Splintholz ist weiß und deutlich abgegrenzt. Die Textur ist fein und gleichmäßig. Frisch geschnittenes Holz hat einen unangenehmen Geruch, der sich beim Trocknen verflüchtigt.
Die gefiederten und ganzrandigen Laubblätter sind wechselständig mit nur wenigen, meist nur zwei Blättchen. Die kleinen Nebenblätter sind früh abfallend.

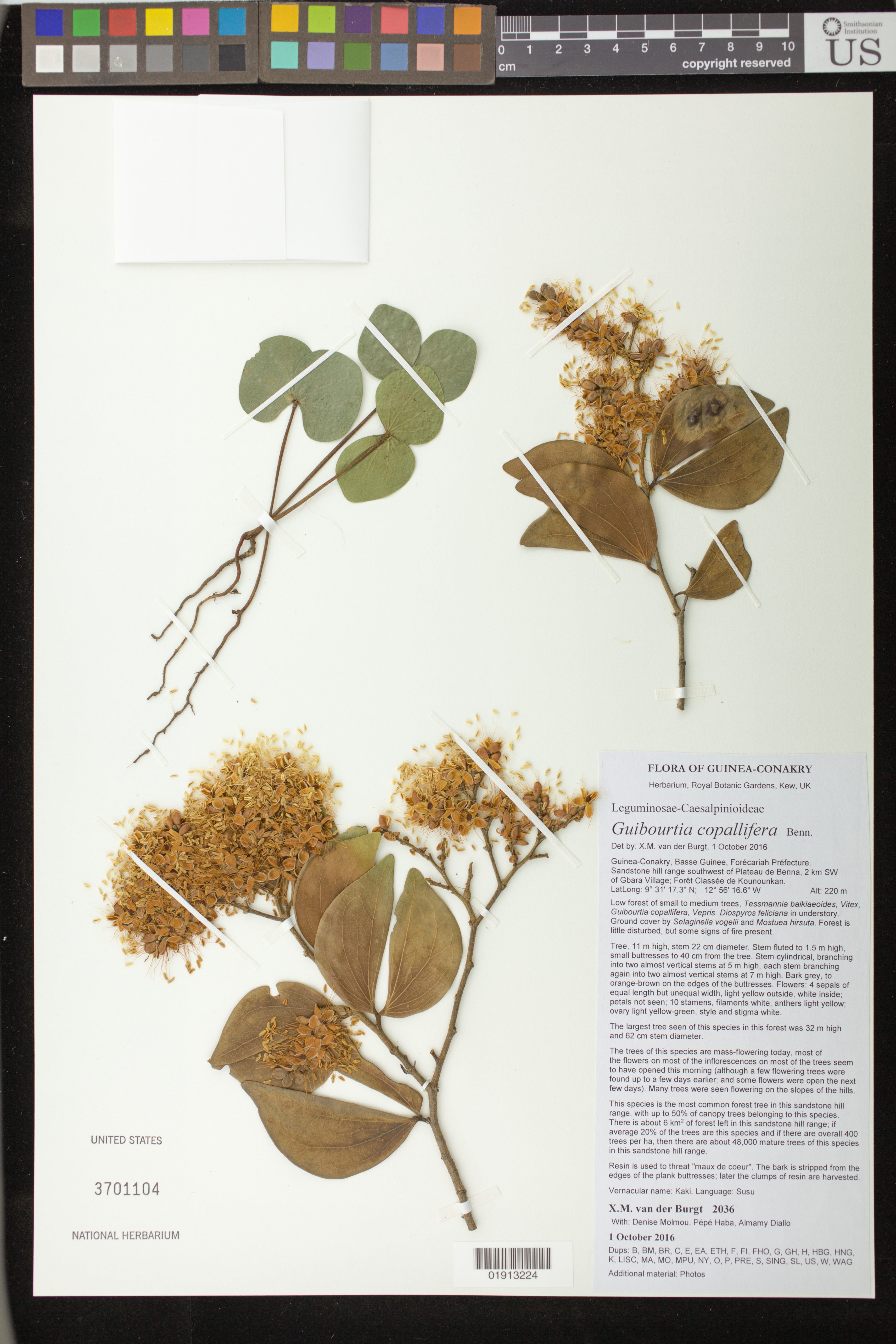
Guibourtia copallifera, Herbarstück

### Generative Merkmale
In meist endständigen traubigen oder rispigen Blütenständen stehen viele Blüten zusammen. Die Blütenstiele sind mehr oder weniger kurz.
Die zwittrigen Blüten sind klein und vier- oder fünfzählig mit einfacher Blütenhülle. Es sind vier oder fünf ungleiche und dachige Kelchblätter vorhanden. Die Kronblätter fehlen. Die etwa zehn freien Staubblätter sind abwechselnd ungleich lang. Es ist ein Diskus vorhanden. Das einzige mittel- oder oberständiges Fruchtblatt ist mehr oder weniger gestielt und behaart bis kahl. Der Griffel ist fadenförmig.
Die teils öffnenden Hülsenfrüchte sind meist nur einsamig. Die Samen haben oft einen Arillus.

## Systematik

### Taxonomie
Die Gattung Guibourtia wurde 1857 durch John Joseph Bennett in J. Proc. Linn. Soc., Bot., 1, S. 149 aufgestellt. Der Gattungsname Guibourtia ehrt den französischen Apotheker Nicolas Jean-Baptiste Gaston Guibourt (1790–1867).

### Arten und ihre Verbreitung
Die Guibourtia-Arten sind im tropischen Afrika verbreitet (mit 14 Arten), aber auch in Amerika (vier Arten). In Afrika reicht das Areal von Mali bis nach Mosambik und Südafrika. Die Bäume kommen in den tropischen Regenwäldern ebenso vor wie in den trockenen Savannen, in Angola auch im Strandbereich.
Je nach Autor gibt es in der Gattung Guibourtia etwa 16 Arten:
- Guibourtia arnoldiana (De Wild. & T. Durand) J.Léonard: Sie kommt in Gabun, im Kongogebiet und in Angola vor.[2]
- Guibourtia carrissoana (M.A.Exell) J.Léonard: Es gibt etwa zwei Varietäten:
  - Guibourtia carrissoana (M.A.Exell) J.Léonard var. carrissoana
  - Guibourtia carrissoana var. gossweileri (M.A.Exell ex Gossw. & Mendonca) J.Léonard
- Guibourtia chodatiana (Hassl.) J.Léonard: Es gibt etwa zwei Varietäten in Südamerika:
  - Guibourtia chodatiana (Hassl.) J.Léonard var. chodatiana
  - Guibourtia chodatiana var. fruticosa (Hassl.) J.Léonard
- Guibourtia coleosperma (Benth.) J.Léonard: Sie kommt in Angola, Simbabwe, Sambia, in der demokratischen Republik Congo, in Botswana und Namibia vor.[2]
- Guibourtia confertiflora (Benth.) Léonard, aus Südamerika
- Guibourtia conjugata (Bolle) J.Léonard: Sie kommt in Mosambik, im südlichen Sambia, in Simbabwe und im nordöstlichen Transvaal vor.[2]
- Guibourtia copallifera Benn.: Sie kommt in Guinea, Elfenbeinküste, Guinea-Bissau, Sierra Leone und Mali vor.[2]
- Guibourtia demeusei (Harms) J.Léonard: Sie kommt in Kamerun, in der Zentralafrikanischen Republik, in Congo, in der Demokratischen Republik Kongo und in Gabun vor.[2]
- Guibourtia dinklagei (Harms) J.Léonard
- Guibourtia ehie (A.Chev.) J.Léonard: Sie kommt in Kamerun, Gabun, Elfenbeinküste, Ghana, Liberia und Nigeria vor.[2]
- Guibourtia hymenaeifolia (Moric.) J.Léonard: Sie kommt im östlichen Brasilien, im östlichen Bolivien, im nordöstlichen Paraguay und in Kuba vor.[2]
- Guibourtia leonensis J.Léonard: Sie kommt in Sierra Leone, Liberia und Guinea-Bissau vor.[2]
- Guibourtia pellegriniana J.Léonard
- Guibourtia schliebenii (Harms) J.Léonard
- Guibourtia sousae J.Léonard
- Guibourtia tessmannii (Harms) J.Léonard: Sie kommt in Äquatorial-Guinea, Gabun und Kamerun vor.[2]

## Beispiele einzelner Holzarten
Die Gattung Guibourtia liefert verschiedene Holzarten.

### Bubinga

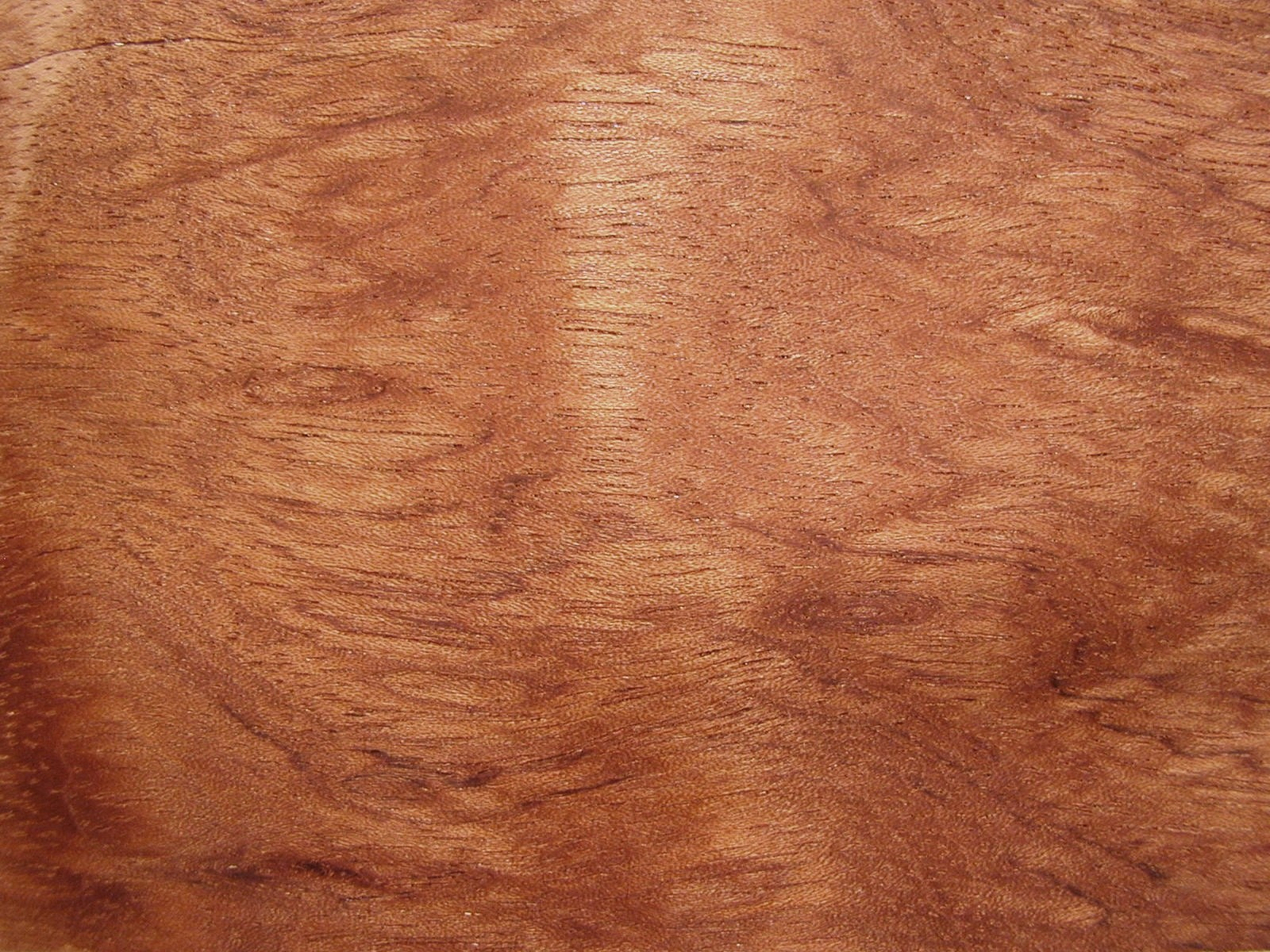
Bubinga

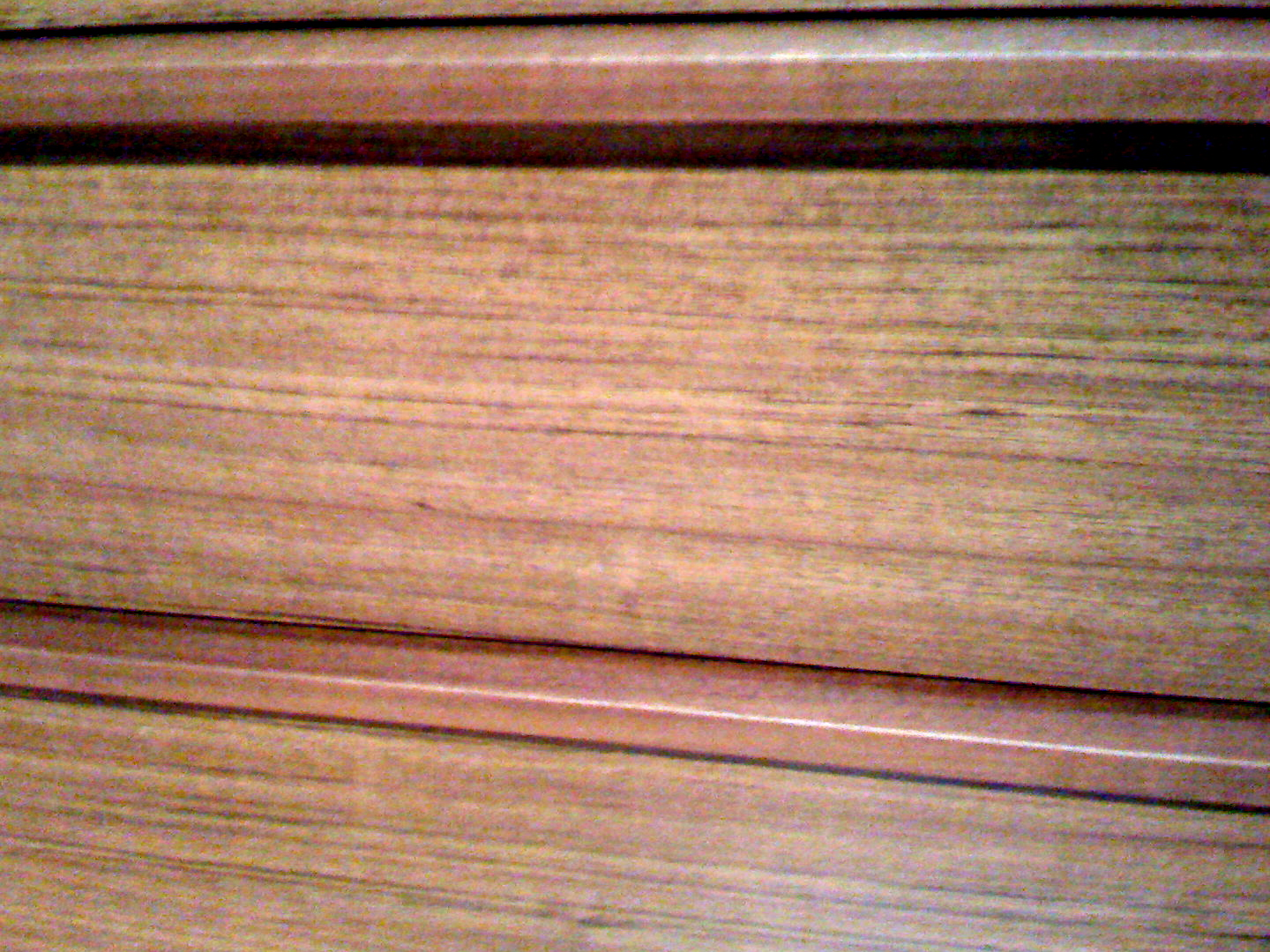
Ovangkol

Ein bekanntes Holz ist Bubinga (das Holz mehrerer Arten) Guibourtia tessmannii, Guibourtia desmeusei, Guibourtia pellegriniana; es wird irreführend im Holzhandel auch als afrikanisches Rosenholz gehandelt, hat jedoch gar nichts mit Rosenholz aus der Palisanderfamilie gemein.
Trotz der Härte und Schwere lässt es sich gut verarbeiten. Es wird für Möbel, Drechselarbeiten, Intarsien, Messergriffe und Köpfe für e-Pfeifen (eine Variation der sogenannten e-Zigarette) verwendet. Im Musikinstrumentenbau wird es unter anderem für Harfen, Gitarren, Blockflöten, Klarinetten (Fratelli Patricola) und Trommeln verwendet. Bubinga wird manchmal in der Herstellung von Bögen verwendet.
Seit Januar 2017 sind die oben genannten Bubinga-Arten im Anhang II des Washingtoner Artenschutzabkommens gelistet.

### Ovangkol
Eine weitere Holzart ist Ovangkol (auch Ovengkol) Guibourtia ehie. Ovangkol besitzt einen dunkelbraunen Grundfarbton und eine feine, wellige, schwarzbraune Maserung. Das harte, dabei aber relativ elastische Tropenholz wird vielseitig eingesetzt, unter anderem für den Bau von Musikinstrumenten (Gitarren, Kontrabässe, Xylophone), Möbeln und Parkett. Aufgrund seiner Elastizität lässt es sich gut verarbeiten, bricht nicht leicht und hat auch sehr gute akustische Eigenschaften.

### Weitere
Weitere Bezeichnungen für Hölzer aus der Gattung Guibourtia sind: Tiete Rosewood, Patagonian Cherry, Sirari (Guibourtia hymenaeifolia), African Rosewood, Mushibi, Rhodesian Copalwood, Muzaule (Guibourtia coleosperma), Black Chacate, Tsotso Tree, Chacate, Chacate-Preto (Guibourtia conjugata), Mutenye, Benge, Mbenge, Kevazingo, Olive Walnut (Guibourtia arnoldiana).